# Степаньково (Калининский район)
Степанько́во — деревня в Калининском районе Тверской области. Относится к Заволжскому сельскому поселению. До 2006 года входила в состав Большеборковского сельского округа.
Расположена в 18 км к западу от Твери. В 2 км к югу — деревня Большие Борки, в 1,5 км восточнее — пристань Кокошки на Волге.
В 1997 году — 17 хозяйств, 39 жителей.